# Ramnefjellfossen
Ramnefjellfossen is een waterval in de Nesdalen bij het Lovatnet, onderdeel van de gemeente Stryn in de Noorse provincie Vestland. 
Andere namen waaronder de Ramnefjellfossen bekend is zijn Ramnefjellsfossen, Utigårdsfossen, Utigordsfoss, Utigørdsfosse.
Het water van de rivier Utigardselva valt van een hoogte van 495 meter in het Lovatnet. De Ramnefjellfossen wordt gevoed door het smeltwater van een kleine gletsjer, de Ramnefjellbreen. Na een warme periode in het voorjaar en in de zomer is de Ramnefjellfossen op zijn spectaculairst en neemt de waterval in kracht toe.
De Ramnefjellfossen is te bereiken via Loen, over wegnummer Fv723. Aan het eind van het Lovatnet zie je de immense Ramnefjellfossen al liggen.
De Ramnefjellfossen was in de vorige eeuw meerdere malen onderdeel van een grote tragedie. In 1905 brak een groot stuk berghelling los van de Ramnefjellet en viel in het Lovatnet. Dit veroorzaakte een enorme vloedgolf die de kleine dorpjes Bødal en Nesdal totaal wegvaagde, 61 personen kwamen om het leven. 
In 1936, 31 jaar later gebeurde er eenzelfde soort ramp waarbij 74 mensen omkwamen. 
Ook in 1950 brak er een stuk helling af van de Ramnefjellet, maar veroorzaakte toen geen slachtoffers. Het water in de Lovatnet was niet diep genoeg meer om een enorme golf te creëren. 
Bij de kerk in Loen staat een gedenkteken en een plakkaat met alle namen van de overledenen van de ramp.